# Louvie-Soubiron
Louvie-Soubiron (wym. [luvjə-subiɾõ]) – miejscowość i gmina we Francji, w regionie Nowa Akwitania, w departamencie Pireneje Atlantyckie.
Według danych na rok 1990 gminę zamieszkiwało 127 osób, a gęstość zaludnienia wynosiła 5 osób/km² (wśród 2290 gmin Akwitanii Louvie-Soubiron plasuje się na 1049. miejscu pod względem liczby ludności, natomiast pod względem powierzchni na miejscu 362.).